# Bride of the Century
Bride of the Century (hangul: 백년의 신부; rr: Baeknyeonui Sinbu) é uma série sul-coreana transmitida pelo canal TV Chosun do dia 22 de fevereiro a 12 de abril de 2014, estrelada por Lee Hongki e Yang Jin-sung.

## Enredo
O grupo Taeyang é o maior conglomerado da Coreia do Sul. A família Choi que dirige Taeyang tem sido supostamente sob uma maldição por cem anos que a primeira noiva do filho mais velho sempre morrer. Quando a rica herdeira Jang Yi-kyung desaparece logo antes de seu casamento com o herdeiro chaebol Choi Kang-joo, Na Doo-rim, um impostor sósia, é trazido para tomar seu lugar. Mas ao contrário do frio e calculista Yi-kyung, Doo-rim é doce e ensolarado e Kang-joo cai verdadeiramente apaixonado por ela. Como o progresso planos de casamento, Kang-joo e as mães de Yi-kyung simultaneamente do regime e enredo por trás dos bastidores.

## Elenco
- Lee Hongki como Choi Kang-joo[3]
  - Lomon como o adolescente Choi Kang-joo
  - Jeon Jin-seo como o jovem Choi Kang-joo
- Yang Jin-sung como Na Doo-rim / Jang Yi-kyung[4]
- Sung Hyuk como Jang Yi-hyun
- Jang Ah-young como Lee Roo-mi
- Nam Jeong-hee como Park Soon-bok
- Park Jin-joo como Oh Jin-joo
- Choi Il-hwa as Choi Il-do
- Kim Seo-ra como Kim Myeong-hee[5]
- Jung Hae-in como Choi Kang-in
- Kang Pil-seon como secretário Kim
- Shin Eun-jung como Ma Jae-ran
- Kim Ah-young como Sung Joo-shin
- Kim Yoo-jung como Leeann
- Im Byung-ki como mordomo Jang
- Kwon Eun-ah como Ahn Dong-daek

## Classificações
| N º de episódio | Data de transmissão original | AGB Nielsen         | AGB Nielsen |
| N º de episódio | Data de transmissão original | Classificação média |             |
| --------------- | ---------------------------- | ------------------- | ----------- |
| 1               | 22 de fevereiro de 2014      | 0.474%              |             |
| 2               | 23 de fevereiro de 2014      | 0.399%              |             |
| 3               | 1 de março de 2014           | 0.764%              |             |
| 4               | 2 de março de 2014           | 0.844%              |             |
| 5               | 8 de março de 2014           | 0.762%              |             |
| 6               | 9 de março de 2014           | 0.973%              |             |
| 7               | 14 de março de 2014          | 0.611%              |             |
| 8               | 15 de março de 2014          | 1.062%              |             |
| 9               | 21 de março de 2014          | 1.311%              |             |
| 10              | 22 de março de 2014          | 1.451%              |             |
| 11              | 28 de março de 2014          | 1.123%              |             |
| 12              | 29 de março de 2014          | 1.349%              |             |
| 13              | 4 de abril de 2014           | 0.952%              |             |
| 14              | 5 de abril de 2014           | 1.044%              |             |
| 15              | 11 de abril de 2014          | 0.942%              |             |
| 16              | 12 de abril de 2014          | 1.052%              |             |
| Média           | Média                        | 0.945%              |             |

Nota: Classificações mais baixas são devido a TV Chosun ser um canal por assinatura.

## Trilha sonora
1. 들어와 (Come Inside) - Lee Jae-jin - 3:36
2. 아직 하지 못한 말 (Words I Couldn't Say Yet) - Choa - 4:33
3. 아직 하지 못한 말 (Words I Couldn't Say Yet) - Lee Hongki - 4:31
4. My Girl - 2Young - 3:35
5. 아나요 (Do You Know) - Jeon Geun-hwa - 4:01
6. 들어와 (Inst.) (Come Inside (Inst.)) - Lee Jae-jin - 3:36
7. 아직 하지 못한 말 (Inst.) (Words I Couldn't Say Yet (Inst.)) - Lee Hongki - 4:31
8. 백년의 신부 (Bride of the Century) - 1:46
9. 비밀의 열쇠 (Key of Secret) - 2:12
10. Rise In the World - 2:46
11. Walk Around - 1:38
12. 백년의 저주 (Hundred Years Curse) - 3:07
13. 두근 두근 나두림 (Pit-a-pat Na Doo-rim) - 2:12
14. Grey Shadow - 1:11
15. Hundred Steps - 2:06
16. Mournful Eyes - 2:15
17. Savior of Hell - 2:26

## Exibição
| País          | Emissora             | Data de estréia         | Data de final          | Título                             |
| ------------- | -------------------- | ----------------------- | ---------------------- | ---------------------------------- |
| Coreia do Sul | TV Chosun            | 22 de fevereiro de 2014 | 12 de abril de 2014    | 백년의 신부 - Baeknyeonui Sinbu    |
| Taiwan        | STAR Chinese Channel | 18 de junho de 2014     | 25 de julho de 2014    | 百年新娘 - Bǎinián xīnniáng        |
| Taiwan        | FOX Taiwan           | 28 de julho de 2014     | 3 de setembro de 2014  | 百年新娘 - Bǎinián xīnniáng        |
| Taiwan        | CTV                  | 2 de setembro de 2014   | 3 de outubro de 2014   | 百年新娘 - Bǎinián xīnniáng        |
| Filipinas     | TV5                  | 7 de julho de 2014      | 19 de setembro de 2014 | Bride of the Century               |
| Japão         | TBS                  | 1 de agosto de 2014     | 19 de setembro de 2014 | 百年の花嫁 - Hyaku-nen no hanayome |